# Naturwissenschaftsdidaktisches Experiment
Naturwissenschaftsdidaktische Experimente (NwdE) sind Experimente, Versuche oder Untersuchungen, welche für die Vermittlung bereits bekannter Kenntnisse aus den Naturwissenschaften an Lernende in Schule, Hochschule und Berufsausbildung genutzt werden. Im Gegensatz zu Experimenten, wie sie in der naturwissenschaftlichen Forschung eingesetzt werden, dienen sie in der Regel nicht der Gewinnung genuin neuer Erkenntnisse. 
Zu naturwissenschaftsdidaktischen Experimenten bestehen allgemeine Methodiken bzw. didaktische Überlegungen der jeweiligen Fachdidaktiken bzw. der Didaktik der Naturwissenschaften, welche überwiegend für alle Teilgebiete der Naturwissenschaften gelten. Dennoch ist die Verankerung experimenteller Arbeitsweisen in den naturwissenschaftlichen Fächern unterschiedlich, weswegen auch die Vermittlung dieser Arbeitsweisen und damit der Einsatz von Experimenten nicht gleich ist. So weist beispielsweise die Häufigkeit, mit der Experimente in der Schule durchgeführt werden, deutliche Unterschiede auf. Während Experimente im Chemie- und Physikunterricht wichtiger Bestandteil des Fachs sind, werden sie im Biologieunterricht vergleichsweise selten eingesetzt. Chemische, physikalische und biologische Experimente können einander nicht ersetzen, sondern fördern die jeweiligen experimentellen Fähigkeiten und Arbeitsweisen der einzelnen Fächer. Fächerspezifische handelnde Auseinandersetzungen mit NwdE sind in der Biologie das gezielte Beobachten und Vergleichen; in der Chemie verfahrensbasierte Tests; in der Physik die technisch-konstruktive Herstellung einer Messapparatur. Insgesamt fördern sie aber das Verständnis für experimentell-naturwissenschaftliche Arbeitsweisen.
In der naturwissenschaftsdidaktischen Literatur wird teils explizit zwischen den Begriffen Experiment, Untersuchung und Versuch unterschieden. Ein Versuch wird in dieser Unterscheidung definiert als ein nicht von den Lernenden selbst geplantes, sondern ein von den Lehrenden gegebenes Vorgehen, das in der Regel der Veranschaulichung eines Phänomens sowie der Generierung und Sammlung von (Beobachtungs-)Daten dient. Ein Experiment hingehen ist ein wesentlicher Bestandteil des naturwissenschaftlichen Erkenntnisprozesses; es bezieht sich auf die Dynamik der Prozesse und Funktionen. Es ist definiert als ein planmäßiges, systematisches, zielgerichtetes und kontrolliertes Vorgehen, das dazu dient, Phänomene aus Ursachen nachvollziehbar rekonstruierbar und damit erklärbar zu machen. Untersuchungen beziehen sich dagegen auf statische Elemente eines Objekts, wobei die forschende Person ein Forschungsobjekt zerlegt und die Zustandsformen objektiv feststellt und untersucht. In diesem vorliegenden Artikel wird nicht zwischen den Begriffen Experiment, Untersuchung und Versuch unterschieden, sondern nur der Begriff „Experiment“ verwendet.

## Bedeutung und Ziel
Der naturwissenschaftliche Unterricht in Schule, Hochschule und Berufsausbildung sollte den Lernenden die Methoden vermitteln, mit denen naturwissenschaftliche Erkenntnisse gewonnen werden. Die Kultusministerkonferenz (KMK) benennt im Bereich der Erkenntnisgewinnungskompetenz u. a. die folgenden fachgemäßen Arbeitsweisen: Beobachten, Vergleichen, Experimentieren und Modellieren. Dabei unterstreicht die KMK, dass das Experimentieren ein zentrales Element der Erkenntnisgewinnung ist und dass zur Erreichung der Bildungsstandards (insb. für die Sekundarstufe II) in den Fächern Biologie, Chemie und Physik Experimente unter Beachtung der rechtlichen Vorgaben (vgl. auch Richtlinie zur Sicherheit im Unterricht) durchgeführt werden müssen.
Seit den 1980er Jahren werden die Gestaltung von Lernumgebungen mit Experimenten und deren Lernwirkungen in den Naturwissenschaftsdidaktiken, der Kognitions- und Entwicklungspsychologie sowie der Pädagogischen Psychologie erforscht. Spätestens seit Beginn des 21. Jahrhunderts hat das forschend-entdeckende Lernen (Inquiry Based Learning) international zunehmend an Bedeutung gewonnen. Darüber hinaus sind experimentelle Kenntnisse und Fähigkeiten wichtiger Teil einer naturwissenschaftlichen Grundbildung (Scientific Literacy). Die Organisation für wirtschaftliche Zusammenarbeit und Entwicklung (OECD) als internationale Organisation definiert mit der naturwissenschaftlichen Rahmenkonzeption der PISA-Studien Kompetenzen, die im Naturwissenschaftsunterricht erworben werden. Diese werden als zentrales Bildungsziel angesehen, damit die Lernenden in der Lage sind, sich mit naturwissenschaftlichen Themen und Ideen auseinanderzusetzen und diese für fundierte Entscheidungen zu nutzen. Die naturwissenschaftliche Grundbildung bildete die naturwissenschaftliche Rahmenkonzeption für die früheren PISA-Studien. In der PISA-Studie 2006 wurde der allgemeine Begriff „scientific knowledge“ in der Definition ausdifferenziert in „knowledge of science“ (Naturwissenschaftliches Wissen) und „knowledge about science“ (Wissen über die Naturwissenschaft), wobei beide sich auf die Anwendung wissenschaftlicher Kenntnisse beziehen, um die natürliche Welt zu verstehen und fundierte Entscheidungen darüber zu treffen. Darunter fällt eben das Experiment als Teil der naturwissenschaftlichen Erkenntnisgewinnung bspw. zur Untersuchung naturwissenschaftlicher Fragestellungen und Erklärung naturwissenschaftlicher Phänomene. Vor dem Hintergrund der PISA-Studie 2015 wurde „Naturwissenschaftliches Wissen“ in prozedurales Wissen (hierzu zählt das Experimentieren) und epistemisches Wissen unterschieden. Als Teilkompetenzen, die im naturwissenschaftlichen Unterricht erworben werden sollen, waren in Bezug auf das Experimentieren „Naturwissenschaftliche Untersuchungen planen und evaluieren“ und „Daten und Belege naturwissenschaftlich interpretieren“ Bestandteil des PISA-Rahmenkonzepts. Das Rahmenkonzept für PISA 2025 bezieht sich nicht mehr auf die naturwissenschaftliche Grundbildung, sondern auf die allgemeinen Ergebnisse der naturwissenschaftlichen Bildung. In diesem Rahmen wurden die oben genannten zwei Teilkompetenzen im Bezug auf das Experimentieren zu einer zusammengefasst: „Entwürfe für naturwissenschaftliche Untersuchungen erstellen und bewerten sowie naturwissenschaftliche Daten und Evidenz kritisch interpretieren“. Diese Zusammenführung der beiden Kompetenzen wurde vorgenommen, um die Bewertung von Untersuchungen stärker zu betonen und, weil nur wenige Erwachsene etwas mit der Planung von Experimenten zu tun haben.
Experimente werden in den Fächern der Naturwissenschaften u. a. als eine Erkenntnismethode genutzt, um zu – für die Lernenden – neuen Erkenntnissen und Einsichten zu gelangen. Somit werden durch das Experimentieren nicht nur naturwissenschaftliche Arbeitsweisen erlernt, sondern auch Phänomene aufgezeigt und fachliche Fragestellungen in den Betrachtungshorizont der Lernenden gerückt. Der Wissenserwerb beim Experimentieren erfolgt durch eine Wechselwirkung zwischen bereits vorhandenem Wissen und den Erfahrungen, die beim Experimentieren gemacht werden. Nach Hodson kann das Experimentieren vier Lernzielbereiche ansprechen. Nämlich das Experimentieren als Anlass (1) zum konzeptuellen Lernen (learning science), (2) zum Methodenlernen (learning to do science) und (3) zum Lernen über das Wesen naturwissenschaftlichen Wissens (learning about science), was wiederum (4) die Thematisierung gesellschaftlich relevanter Themen mit naturwissenschaftlichem Bezug (addressing socio-scientific issues) ermöglicht.

## Arbeitsweisen und Schritte
Zu NwdE gehören verschiedene Arbeitsweisen. Darunter zählen Vermuten und Prüfen, Beobachten bzw. Messen, Protokollieren, Zeichnen bzw. Diagramme erstellen sowie Modellieren bzw. Mathematisieren. Diese Arbeitsweisen werden von den Lernenden ganz oder in Teilen beim Durchführen solcher Experimente angewendet (in Teilen, weil bspw. das Vermuten in manchen Experimenten den Lernenden auch vorgegeben wird). Diese Arbeitsweisen kommen in den drei wesentlichen Schritten von NwdE zur Anwendung.
1. Eine Fragestellung und Hypothesen (auf der Basis einer Theorie) generieren: In diesem Schritt werden eine oder mehrere Forschungsfragen und begründete Hypothesen aus bekannten Theorien und Modellen oder aus Daten abgeleitet. Die Forschungsfragen dienen der Eingrenzung des Untersuchungsbereichs, sprich sie sind weit gefasst. Die Hypothesen hingegen sind als konkrete Vorhersagen über die zu erwartenden Versuchsergebnisse zu formulieren. Solche Hypothesen sind so zu formulieren, dass sie durch das Experiment auch widerlegt werden können.[2]
2. Ein Experiment planen und durchführen: Im nächsten Schritt muss ein Experiment geplant und durchgeführt werden, welches die formulierte Forschungsfrage überprüfen kann. Während der Durchführung werden die im Experiment ablaufenden Vorgänge genau beobachtet.[2]
3. Daten protokollieren, auswerten und interpretieren: Im letzten Schritt werden die Daten, die aus dem Experiment gewonnen wurden, in geeigneter Weise aufbereitet (durch eine Rechnung, grafische Darstellung, Reaktionsgleichung). Diese Ergebnisse werden dann anhand von theoretischen Überlegungen ausgewertet und interpretiert sowie auf die Fragestellung bezogen. Abschließend können die Hypothesen bestätigt oder widerlegt werden.[2]

Beim Durchlaufen der wesentlichen Schritte von NwdE treten bei Lernenden Schwierigkeiten auf. Ein großer Teil dieser Schwierigkeiten ist auf ein mangelndes Verständnis erkenntnistheoretischer Zusammenhänge und der Arbeitsweisen des Experimentierens zurückzuführen. Typische Schwierigkeiten sind bspw. das Generieren von Hypothesen, da Lernende oft keine Vorstellung davon haben, wie eine Hypothese zu formulieren ist, oder das Planen von Experimenten und das Interpretieren von Daten.

### Genaues Beobachten von Experimenten
„Beobachten ist mehr als bloßes Hinsehen“

Die Beobachtung ist von zentraler Bedeutung bei NwdE und auch eine der anspruchsvollsten Arbeitsweisen. Beobachten in Experimenten ist eine zielgerichtete Tätigkeit, die das genaue und differenzierte Wahrnehmen von typischen Merkmalen und Veränderungen an einem Gegenstand, einem Lebewesen oder einer Erscheinung beinhaltet. Frischknecht-Tobler und Kollegen geben an, dass es wichtig ist, die Lernenden beim Beobachten sorgfältig anzuleiten. Deswegen ist die Übung des Beobachtens von großer Bedeutung, um diese Fähigkeiten zu fördern. Diese Anleitung kann durch eine Beobachtungsaufgabe oder einen Beobachtungsfokus erfolgen, die von den Lernenden selbstständig oder gemeinsam mit der Lehrkraft entwickelt werden kann. Dieser Beobachtungsfokus soll dazu führen, dass sich die Lernenden auf das Wichtige bzw. die Hauptbeobachtungen beim Experiment konzentrieren. In der Fachliteratur wird allgemein hervorgehoben, dass es wichtig ist, die Lernenden anzuleiten, zwischen Beobachtung und Interpretation zu unterscheiden und die Beobachtungsergebnisse nicht mit ihrem Vorwissen zu vermischen. Beobachtungen werden meist von den Lernenden dokumentiert, indem sie diese schriftlich notieren, fotografieren, Comics erstellen oder Videos von ihnen filmen.

### Protokollieren und Dokumentieren

Grobstruktur eines Chemie-Beispielprotokolls

Neben der Beobachtung sind das Protokollieren und Dokumentieren von Experimenten wesentliche Arbeitsweisen, die eine tiefere kognitive Verarbeitung der gezeigten Phänomene und Abläufe fördern. Protokolliert und dokumentiert werden die Versuchsabläufe meist in einem Protokoll, dem sogenannten Versuchsprotokoll. Ein Protokoll zum Experiment ist eine Textsorte, die dazu dient, das Experiment schriftlich zu fixieren (meist in ganzen Sätzen und mit Fachsprache). Im schulischen Kontext ist das Versuchsprotokoll eine Textsorte, die einen überschaubaren Sachverhalt beschreibt, d. h. in der Regel nur ein Experiment. Die Struktur eines Versuchsprotokolls variiert je nach Naturwissenschaft. Ein Versuchsprotokoll beinhaltet grob folgende Grundstruktur: Fragestellung bzw. Thema, Materialien, Versuchsdurchführung, Beobachtung und Auswertung (siehe Abbildung rechts). Besonders die Auswertung im Versuchsprotokoll erfordert eine kognitive Verarbeitung der Beobachtungen mithilfe des jeweiligen Vorwissens.

### Offenheit beim Experimentieren

Dimensionierung und Graduierung beim Experimentieren im Überblick

Die Offenheit beim Experimentieren beschreibt das Ausmaß, in welchem die Lernenden verschiedene Aspekte des Experimentierens mehr oder weniger offen oder vorgegeben praktizieren. Dahingehend beziehen sich diese Aspekte des Experimentierens auf die Arbeitsweisen und Schritte von NwdE. Streller et al. beschreiben sieben Dimensionen beim Experimentieren, die im Grad ihrer Ausprägung und Offenheit spezifiziert werden können (siehe Abbildung rechts). Diese Dimensionen sind die der Fragestellung, der Hypothese, der Lösungswege, der Planung, der Durchführung, der Auswertung sowie der Überprüfung der Hypothese und Beantwortung der Frage. Die Offenheit in jeder Dimension wird in drei Stufen unterteilt, an dem einen Ende der Stufen werden die jeweiligen Aspekte vorgeben oder vorstrukturiert und am anderen Ende werden diese selbstständig von den Lernenden entwickelt. Diese sieben Dimensionen sind nicht unabhängig voneinander, sondern hängen zusammen. Gibt die Lehrkraft den Lernenden z. B. eine Fragestellung und die Durchführung vor, so ist meist automatisch auch der Lösungsweg festgelegt.
Nach Hodson sind vollständig offenen Experimente (zumindest in der Schule) kaum möglich, da die Lernenden selbstständig und ohne Hilfe nicht unbedingt zu sinnvollen wissenschaftlichen Erkenntnissen gelangen können. Wenn ein bestimmtes konzeptuelles Verständnis angestrebt wird, müssen die Lehrenden einen Ansatz von Offenheit verwenden, der das Ergebnis garantiert, während sie die Arbeitsweisen und Schritte auf Situationen beschränken, in denen es keine Rolle spielt, was die Lernenden „entdecken“. Dahingehend beschrieben Banchi und Bell vier Untersuchungsebenen von Experimenten, die in ihrer Offenheit variieren:
- Geschlossenes Experiment: Die Lernenden erhalten eine Frage und ein Verfahren, um eine zuvor gelernte Idee zu bestätigen oder zu festigen oder um bestimmte Fähigkeiten der Datenerfassung und -aufzeichnung zu üben.
- Strukturiertes Experiment: Die Lernenden analysieren Daten, die durch ein bestimmtes Verfahren gesammelt wurden, und formulieren Antworten auf die von den Lehrenden gestellten Fragen.
- Geleitetes Experiment: Die Lernenden entwerfen und befolgen ihre eigenen Verfahren, um Daten zu sammeln und Schlussfolgerungen zu formulieren, die eine von der Lehrperson gestellte Frage beantworten.
- Offenes Experiment: Die Lernenden formulieren ihre eigene(n) Forschungsfrage(n), entwerfen und führen ein Verfahren durch, sammeln Daten und kommunizieren ihre Erkenntnisse und Ergebnisse.

Offene Experimente ähneln eher authentischen naturwissenschaftlichen Arbeitsmethoden, wie sie in Forschungslabors praktiziert werden. Lernende, die noch keine Erfahrung mit Experimenten haben, müssen notwendigerweise zunächst an den Prozess des Experimentierens herangeführt werden, weswegen sie zunächst geschlossene und strukturierte Experimente durchführen sollten. Ein hoher Grad an Offenheit erfordert ein hohes Maß an Wissen sowohl auf Seiten der Lernenden als auch auf Seiten der Lehrenden. Streller et al. empfehlen aus diesem Grund eine schrittweise Öffnung des Experimentierens in den einzelnen Dimensionen.

## Organisationsformen beim Experimentieren
Naturwissenschaftsdidaktische Experimente können sowohl von den Lehrenden als auch von den Lernenden durchgeführt werden. Unterschieden wird beispielsweise in Demonstrationsexperimente, die meist von den Lehrenden vorgeführt und erläutert werden, und Lernendenexperimente, die von den Lernenden selbst durchgeführt und ausgewertet werden; hierunter fallen auch Praktikumsexperimente.

### Demonstrationsexperiment (Lehrkraft)

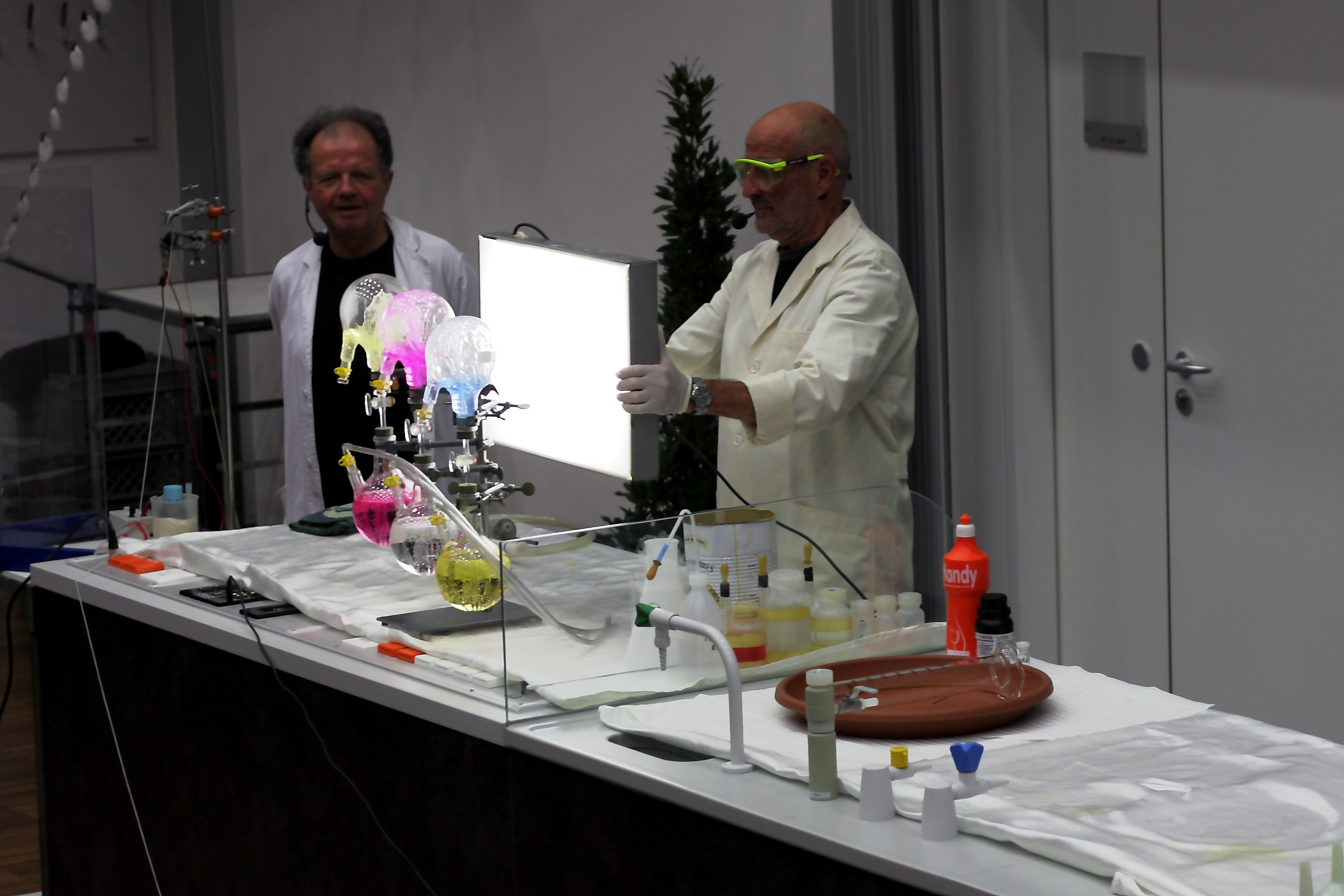
Lehrkraftdemonstrationsexperiment des Ammoniakspringbrunnens an einer Hochschule

Demonstrationsexperimente sind Experimente, die von der Lehrkraft zentral durchgeführt und von den Lernenden beobachtet werden. Diese bieten verschiedene Vorteile und Nachteile. Sie können gut vorbereitet werden; die Geräte und Chemikalien werden nur in einfacher Ausführung benötigt. Ein Lehrkräftedemonstrationsexperiment ist zeitsparend und gut planbar, da die Lehrkraft experimentiert und somit den Ausgang des Experiments besser kontrollieren kann. Die Lehrkraft kann dahingehend Beobachtung und Wahrnehmung des Experiments von den Lernenden lenken. Als Nachteil ist u. a. zu nennen, dass die Lernenden keine aktive Beteiligung an dem Experiment haben, weswegen sie keine Experimentierfähigkeiten erproben können. Auch sind die Lernenden nicht immer in direkter Nähe des Experiments, wodurch die Beobachtung erschwert wird und sie Geräusche und Gerüche kaum wahrnehmen können. Durch einen großen Versuchsaufbau und technische Hilfsmittel (z. B. Videoprojektor etc.), die das Experiment „vergrößern“ kann die Wahrnehmung des Experiments verbessert werden.
Schmidkunz befasste sich mit der Einbeziehung wahrnehmungspsychologischer Erkenntnisse (Gestalttheorie) in die Chemiedidaktik bei Demonstrationsexperimenten. Dahingehend fand er, dass verschiedene Gestaltgesetze (bspw. Gesetz der Ähnlichkeit, Gesetz der Einfachheit) die Aufmerksamkeit der beobachtenden Personen auf das Wesentliche im Experiment lenken und damit die Wahrnehmung des Demonstrationsexperiments optimieren können. Denn an Demonstrationsexperimente werden erhöhte Anforderungen an die Wahrnehmbarkeit der zentralen Beobachtungen und auch an die Ästhetik des Experiments selbst gestellt.

### Demonstrationsexperiment (Lernende)
Ein Demonstrationsexperiment durchgeführt von den Lernenden wird ebenfalls zentral vorgeführt. Die Lehrkraft betreut den experimentierenden Schüler oder Schülerin in der Durchführung und die restlichen Lernenden beobachten das Geschehen. Das Demonstrationsexperiment, das von Lernenden durchgeführt wird, hat mit dem Demonstrationsexperiment, das von Lehrenden durchgeführt wird, gemeinsam, dass beide zentral vorgeführt werden und die Lernenden beobachten, wie ein Experiment durchgeführt wird. Der einzige Unterschied liegt in der Person, die das Experiment durchführt. Das durch Lernende durchgeführte Demonstrationsexperiment kann einen niederschwelligeren Zugang zum Experiment bieten, da die experimentierende Person aus der Gruppe der Gleichaltrigen stammt.

### Lernendenexperiment

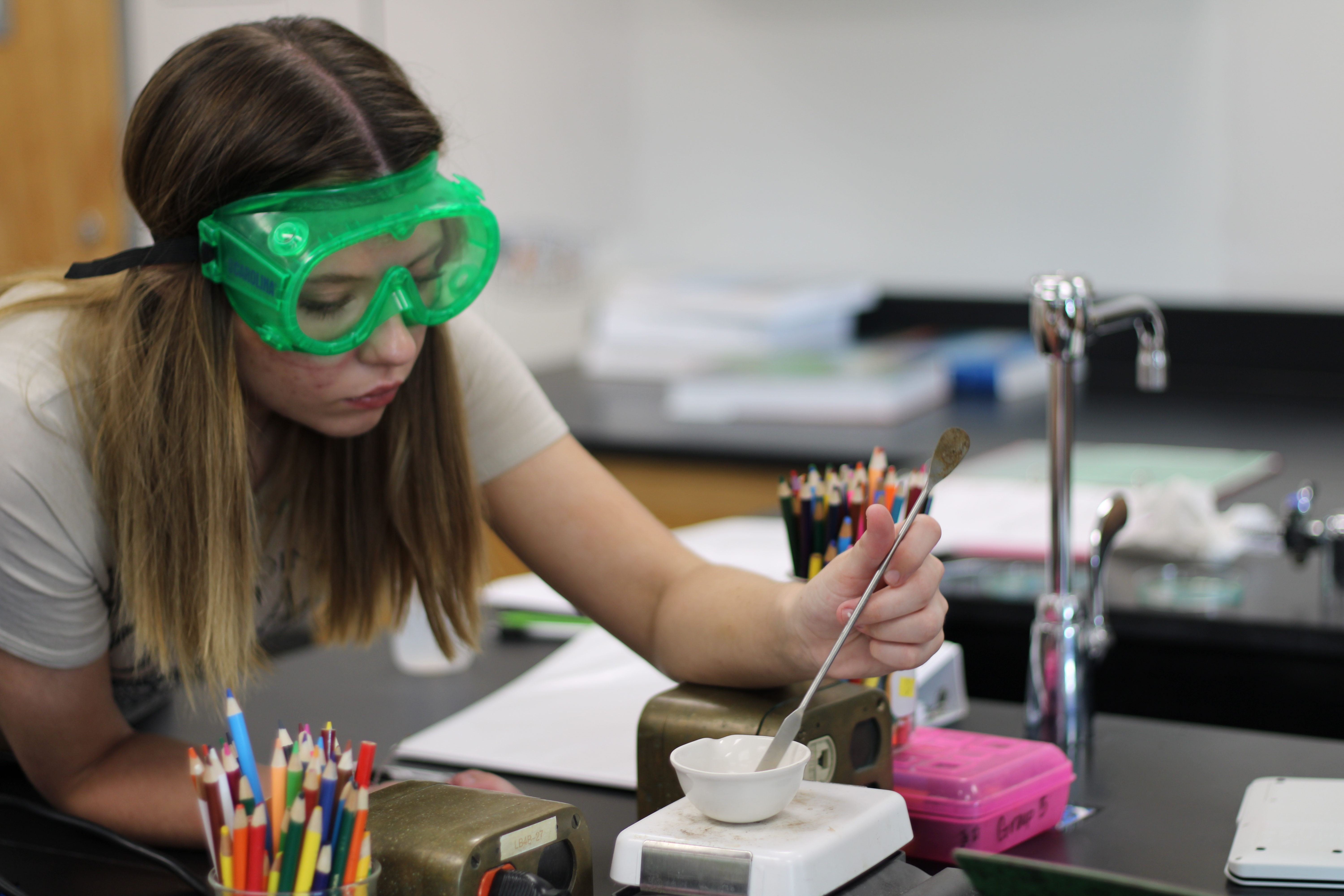
Eine Schülern führt ein Experiment durch

Bei Lernendenexperimenten (auch genannt „Schülerexperimente“) wird das Experiment jeweils von den Lernenden selbst durchgeführt und nicht zentral vorgeführt. Das bietet den Vorteil, dass alle Lernende echte Primärerfahrung beim Experimentieren erleben und ihre manuellen Experimentierfähigkeiten ausbauen können. Auch bietet das Selbstexperimentieren eine hohe Motivationswirkung für die Lernenden. Diese Experimente können als effektive Lehrmethode eingesetzt werden. Nachteilig ist hierbei, dass das Lernendenexperiment in der Vor- und Nachbereitung aufwändiger als ein Demonstrationsexperiment ist.
Zu den Lernendenexperimenten zählen auch die Praktikumsexperimente. Diese werden meist in Laborpraktika an Hochschulen oder Berufsbildenden Schulen genutzt. In Laborpraktika führen die Lernenden verschiedene Experimente durch und müssen dazu in der Regel ein Versuchsprotokoll schreiben. Diese Laborpraktika mit den jeweiligen Praktikumsexperimenten dienen dem Erwerb praktischer Kompetenzen und Fertigkeiten für die Beherrschung naturwissenschaftlicher Arbeitsmethoden.

### Virtuelles Experiment
In einem virtuellen Experiment wird ein biologisches, chemisches oder physikalisches Experiment auf dem Computer abgebildet und von einer Person durchgeführt. Solche virtuellen Experimente können Simulationen, Modelle, Animationen oder ähnliches sein. Dabei wird angestrebt, das Experiment möglichst realistisch abzubilden. Die Vorteile dieser virtuellen Experimente liegen darin, dass sie die Lernenden auf die Durchführung realer Experimente vorbereiten, dass sie beliebig oft wiederholt werden können, dass sie keine Gesundheits- und Umweltrisiken bergen, da keine Chemikalien, mechanische Geräte bzw. experimentellen Aufbauten verwendet werden, und dass sie von zu Hause aus durchgeführt werden können. Der Nachteil virtueller Experimente besteht darin, dass keine realen Primärerfahrungen gesammelt werden und die manuellen Fähigkeiten der Lernenden nicht trainiert werden können.

### Videoexperiment
Als eine Art Demonstrationsexperiment kann die Lehrkraft auch Videos von dem jeweiligen Experiment zeigen. Dies kann genutzt werden, wenn die räumlichen und materiellen Voraussetzungen nicht erfüllt sind. Je nachdem, wie das Videoexperiment in den Unterricht implementiert wird, können Erklärungen vorweggenommen oder vermieden werden. Die verwendeten Materialien und Beobachtungen müssen für die Zuschauenden klar erkennbar sein.
- Bellender Hund Experiment
- Blue-Bottle-Experiment
- Landolt-Reaktion: mehrere Lösungen
- Briggs-Rauscher Reaktion
- Reaktion von Kalium mit Wasser

## Ausgewählte Funktionen eines Schulexperiments
Ein naturwissenschaftliches Schulexperiment hat immer eine didaktische Funktion. Die Lehrkraft muss im Vorhinein entscheiden, welche Funktion das einzelne Experiment im Unterrichtsverlauf erfüllen soll. So kann grundsätzlich ein konkretes Experiment je nach Vorgehensweise im Unterricht jede der Funktionen erfüllen. Je nach Funktion ändert sich jedoch die damit verbundene Fragestellung bzw. Aufgabenstellung zum Experiment. In der fachspezifischen Literatur haben sich verschiedene didaktische Funktionen von Experimenten etabliert. Nachfolgend wird eine Auswahl von vier prägnanten Funktionen dargestellt.
Das Experiment als Einstiegsexperiment soll bei den Lernenden die Motivation und das Interesse für einen Sachverhalt wecken. Ein Einstiegsexperiment kann auch ein Problemstellungsexperiment sein, woraus sich die Fragestellung für den Unterricht ergibt. Insgesamt haben solche Experimente die Aufgabe, den Zugang zum Unterrichtsthema zu schaffen und das Problem zu generieren. Solche Experimente sollten kurz und prägnant sein.
Das Erarbeitungsexperiment (oder Problemlöseexperiment) dient dem Entwickeln von Hypothesen, Planen des experimentellen Vorgehens etc. Der Schwerpunkt liegt insbesondere auf Fähigkeiten, die für präzises Arbeiten und die Verknüpfung von Theorie und Experiment erforderlich sind. Ziel ist es, die Lernenden zu neuen Erkenntnissen in naturwissenschaftlichen Theorien und Konzepten zu führen.
Das Bestätigungsexperiment (oder Prüfexperiment) dient der Veranschaulichung bereits behandelter Inhalte zur Wiederholung und Vertiefung und ermöglicht einen anschaulichen Einblick in einen theoretischen Zusammenhang. Mit solchen Experimenten werden auch theoretische Gegebenheiten bzw. Zusammenhänge geprüft.
Wiederholungs- und Vertiefungsexperimente führen die Lernenden durch, um die gelernten Inhalte und erworbenen Fähigkeiten zu festigen und zu vertiefen. Voraussetzung für diese Experimente ist, dass die Lernenden die zugrundeliegende Theorie bereits kennen und dass das grundsätzliche experimentelle Vorgehen den Lernenden grundsätzlich bekannt ist. In diesem Zusammenhang gibt es noch Experimente zur Leistungskontrolle, mit welchen verschiedene Kompetenzen der Lernenden überprüft werden können. Neben den Versuchsergebnissen (z. B. Messwerte, Stoffausbeuten) können insbesondere die Fähigkeiten und Fertigkeiten bei der Planung, Durchführung und der Auswertung des Experiments bedacht werden.